# NBA Give 'n Go
NBA Give 'n Go é uma jogo de basquete originalmente para arcades, e lançado em versão para consoles.
Possuía visão vertical, em terceira pessoa, focando a visão de jogo semelhantemente ao jogador real: a câmera era posicionada atrás do mesmo, mudando a cada passe. Os gráficos, neste caso, atingiam proporções maiores, bem como os sprites.
Excetuando este fato, tinha a mesma jogabilidade de outros títulos do mesmo esporte na época, como o NBA Jam.